# Lam Urit
Lam Urit is een bestuurslaag in het regentschap Aceh Besar van de provincie Atjeh, Indonesië. Lam Urit telt 212 inwoners (volkstelling 2010).